# Trochosa melloi
Trochosa melloi är en spindelart som beskrevs av Roewer 1951. Trochosa melloi ingår i släktet Trochosa och familjen vargspindlar. Inga underarter finns listade i Catalogue of Life.